# Pi-ťie
Pi-ťie (čínsky pchin-jinem Bìjíe, znaky zjednodušené 毕节, tradiční 畢節) je městská prefektura v Čínské lidové republice. Leží na západě provincie Kuej-čou, má rozlohu 28 853 čtverečních kilometrů a při sčítání lidu v roce 2010 měla přes šest a půl milionu obyvatel.

## Poloha
Pi-ťie leží na západě provincie Kuej-čou na území vápencového a krasového pohoří Wu-meng, jejím nejvyšším bodem je Ťiou-cchaj-pching na hranici okresů Che-čan a Wej-ning. Na jejím území pramení řeka Wu-ťiang.
Pi-ťie sousedí na východně s Cun-i, na jihu s An-šunem a Liou-pchan-šuejem, na západě s provincií Jün-nan, přesněji s jejími městskými prefekturami Čao-tchungem a Čchü-ťingem a na severu s Lu-čou v provincii S’-čchuan.

## Administrativní členění
Městská prefektura Pi-ťie se člení na deset celků okresní úrovně, a sice jeden městský obvod, jeden městský okres, pět okresů a jeden autonomní okres.
| městskýobvod · Čchi-sing-kuan okres · Ta-fang okres · Ťin-ša okres · Č’-ťin okres · Na-jung okres · Che-čang autonomní okres · Wej-ning městský okres · Čchien-si |                        |                       |                    |                                  |
| Název | Název                  | Počet obyvatel (2020) | Rozloha km² (2020) | Hustota zalidnění (obyv. na km²) |
| český přepis | znaky                  | Počet obyvatel (2020) | Rozloha km² (2020) | Hustota zalidnění (obyv. na km²) |
| Městský obvod |                        |                       |                    |                                  |
| Čchi-sing-kuan | 七星关区               | 1 305 066             | 3 406              | 383                              |
| Městský okres |                        |                       |                    |                                  |
| Čchien-si | 黔西市                 | 732 008               | 2 564              | 286                              |
| Okresy |                        |                       |                    |                                  |
| Ta-fang | 大方县                 | 857 578               | 3 505              | 245                              |
| Ťin-ša | 金沙县                 | 544 033               | 2 510              | 217                              |
| Č’-ťin | 织金县                 | 815 661               | 2 873              | 284                              |
| Na-jung | 纳雍县                 | 716 703               | 2 441              | 294                              |
| Che-čang | 赫章县                 | 648 471               | 3 246              | 200                              |
| Autonomní okres |                        |                       |                    |                                  |
| Wej-ning (iský, chuejský a miaoský) | 威宁彝族回族苗族自治县 | 1 280 116             | 6 003              | 203                              |
| |                        |                       |                    |                                  |
| Celkem | Celkem                 | 6 899 636             | 26 844             | 257                              |